# Bruinrugpapegaai
De bruinrugpapegaai (Touit melanonotus) is een vogel uit de familie Psittacidae (papegaaien van Afrika en de Nieuwe Wereld). De soort werd in 1820 door Maximilian zu Wied-Neuwied geldig beschreven. Het is een kwetsbare, endemische vogelsoort in Brazilië.

## Kenmerken
De vogel is 15 cm lang. Het is een overwegend groene papegaai met een markant verenkleed, met blauwgrijze flanken en een grote asgrauwe tot donkerbruin gekleurde vlek op de rug. De stuit is groen, de staart is grotendeels rood met een zwarte rand en groene veren in het midden. De bovenste dekveren van de vleugels zijn ook bruingrijs.

## Verspreiding en leefgebied
Deze soort komt voor in het zuidoosten van Brazilië in de deelstaten Bahia, Espírito Santo, Rio de Janeiro, São Paulo en Paraná. Het leefgebied bestaat uit altijd groen blijvende natuurlijke bossen in heuvelland tussen de 500 en 1400 m boven zeeniveau.

## Status
De bruinrugpapegaai heeft een beperkt verspreidingsgebied en daardoor is de kans op uitsterven aanwezig. De grootte van de populatie werd in 2016 door BirdLife International geschat op 2.500 tot 10.000 individuen en de populatie-aantallen nemen af door habitatverlies door ontbossingen en de aanleg van infrastructuur. De vogel is zeldzaam en lastig waar te nemen en wordt daarom gemakkelijk over het hoofd gezien. Daarom stond de vogel tussen 1994 en 2012 als bedreigd op de Rode Lijst van de IUCN. Volgens publicaties uit 2013 en 1999 zijn er nieuwe locaties ontdekt waar de vogel voorkomt. Om deze redenen staat deze soort sinds 2021 als gevoelig op de rode lijst.